# Andrein
 Andrein  es una población y comuna francesa, en la región de Aquitania, departamento de Pirineos Atlánticos, en el distrito de Oloron-Sainte-Marie y cantón de Sauveterre-de-Béarn.

## Demografía
| 378 | 238 | 402 | 271 | 372 | 373 | 364 | 331 | 327 | 325 | 332 | 289 | 275 | 278 | 242 | 236 | 248 | 268 | 246 | 231 | 218 | 212 | 210 | 214 | 184 | 142 | 111 | 110 | 99 | 105 | 103 | 111 | 123 |
| Para los censos de 1962 a 1999 la población legal corresponde a la población sin duplicidades (Fuente: INSEE [Consultar]) |     |     |     |     |     |     |     |     |     |     |     |     |     |     |     |     |     |     |     |     |     |     |     |     |     |     |     |    |     |     |     |     |

## Economía
La principal actividad es la agrícola.